# Simon Pellaud
Simon Pellaud (6 de novembre de 1992) és un ciclista professional suís. Després de debutar al 2012 amb l'equip Atlas Personal-Jakroo, al 2014 es va formar com aprenent a les files del IAM Cycling. En aquesta formació va disputar dues edicions de la Volta a Espanya. El 2017 va fitxar per l'equip estatunidenc del Team Illuminate. Des del 2023 corre a l'equip Tudor Pro Cycling Team.
Del seu palmarès destaca el Campionat nacional sub-23 en ruta.

## Palmarès
- 2010
  - 1r al Tour de Berna júnior
- 2013
  -  Campió de Suïssa sub-23 en ruta
- 2017
  - Vencedor d'una etapa al Tour de Ruanda
- 2019
  - 1r a la Fletxa de les Ardenes
  - 1r al Tour de la Mirabelle
  - Vencedor d'una etapa al Tour de Loir i Cher
- 2020
  -  Campió de Suïssa de muntanya
- 2023
  - 1r al Tour de Bretanya

### Resultats a la Volta a Espanya
- 2015. 119è de la classificació general
- 2016. 105è de la classificació general

### Resultats al Giro d'Itàlia
- 2020. 71è de la classificació general
- 2021. 69è de la classificació general